# Dusk Till Dawn (песня)
«Dusk Till Dawn» (рус. «От заката до рассвета») — песня британского певца и автора песен Зейна Малика, записанная при участии австралийской певицы и продюсера Сии. 
Сингл вышел 7 сентября 2017 года, вместе с видеоклипом, режиссёром которого стал Марк Уэбб (известным по таким фильмам, как «Новый человек-паук», «500 дней лета» и «Одарённая»). Песня набрала свыше 10 миллионов просмотров на YouTube за первые 24 часа.

## Релиз
Официальный релиз трека состоялся 7 сентября 2017 года. Песня стала доступна как для покупки, так и для стриминга, о чём Зейн оповестил своих фанатов в социальных сетях.

## Отзывы критиков
В рецензии издания Forbes песня названа «эпической, насколько это необходимо», отмечен сильный вокал обоих исполнителей и запоминающийся мотив; рецензент также отметил, что песня является потенциальным номинантом на премию Грэмми за лучшее поп-исполнение дуэтом или группой.
Издание The Guardian выбрало песню в качестве «трека недели».
В публикации журнала Rolling Stone песня названа «пульсирующей балладой», также говорится, что дуэт больше склоняется в сторону типичного стиля Сии, но при этом она сдерживает свой вокальный потенциал для создания гармонии с вокалом Зейна.
В отзыве от MTV говорится о том, что это «массивный, кинематографический дуэт», который «скоро будет звучать на стадионах».
В журнале Spin рецензия не была столь позитивной, в ней говорится, что «Dusk Till Dawn» стала для Зейна «шагом назад» по сравнению с его предыдущим синглом «Still Got Time», также сказано, что дуэт с Сией был «весьма предсказуемым и, в основном, неинтересным».

## Музыкальное видео
Музыкальный клип на «Dusk Till Dawn» был снят американским режиссёром Марком Уэббом и вышел на официальном Vevo-канале Зейна в день премьеры самой песни, 7 сентября 2017 года.
Сюжет видео построен на дерзкой махинации молодого парня и девушки, сумевших обхитрить и мафию и полицию. В финале мы видим их, уезжающих на дорогой машине, с заветным дипломатом, внутри которого находится нечто излучающее свет, что отсылает нас к фильму Квентина Тарантино «Криминальное чтиво». Также, само название песни почти полностью совпадает с культовым фильмом «From Dusk Till Dawn» 1996 года, сценарий для которого написал Тарантино.
Роль главного героя в клипе сыграл сам Зейн Малик. Сия, как обычно, в клипе не появилась, а роль девушки исполнила американская актриса Джемайма Кёрк.

## Коммерческий успех
Песня дебютировала на первой строчке мирового iTunes, также возглавив европейское отделение. Сингл также вошёл в топ-10 чартов в 76 странах мира, возглавив 36 из них. В российском отделении наивысшей позицией стала 1 строчка.

## Чарты
| Чарт (2017-18)                      | Высшая позиция |
| ----------------------------------- | -------------- |
| Австралия (ARIA)                    | 6              |
| Австрия (Ö3 Austria Top 40)         | 1              |
| Бельгия/Фландрия (Ultratop 50)      | 5              |
| Бельгия/Валлония (Ultratop 50)      | 4              |
| Канада (Billboard Canadian Hot 100) | 5              |
| Канада (Billboard CHR/Top 40)       | 38             |
| Канада (Billboard Hot AC)           | 38             |
| Croatia Airplay (HRT)               | 1              |
| СНГ (TopHit Airplay)                | 1              |
| Чехия (Rádio — Top 100)             | 3              |
| Чехия (Singles Digitál Top 100)     | 1              |
| Дания (Tracklisten)                 | 12             |
| Europe Official Top 100 (Billboard) | 1              |
| Финляндия (Suomen virallinen lista) | 4              |
| Франция (SNEP)                      | 2              |
| Германия (GfK)                      | 3              |
| Greece Digital Songs (Billboard)    | 1              |
| Венгрия (Rádiós Top 40)             | 10             |
| Венгрия (Single Top 40)             | 4              |
| Венгрия (Stream Top 40)             | 2              |
| Ирландия (IRMA)                     | 4              |
| Италия (FIMI)                       | 6              |
| Latvia Airplay (Latvijas Top 40)    | 1              |
| Lebanon Airplay (Lebanese Top 20)   | 1              |
| Malaysia Streaming (RIM)            | 1              |
| Mexico Airplay (Billboard)          | 40             |
| Нидерланды (Dutch Top 40)           | 3              |
| Netherlands (Mega Top 50)           | 5              |
| Нидерланды (Single Top 100)         | 7              |
| Новая Зеландия (Recorded Music NZ)  | 8              |
| Норвегия (VG-lista)                 | 3              |
| Philippines (Philippine Hot 100)    | 17             |
| Польша (Polish Airplay Top 100)     | 1              |
| Португалия (AFP)                    | 2              |
| Румыния (Romanian Radio Airplay)    | 1              |
| Россия (TopHit)                     | 1              |
| Шотландия (OCC Scotland)            | 5              |
| Словакия (Rádio — Top 100)          | 1              |
| Словакия (Singles Digitál Top 100)  | 2              |
| Slovenia (SloTop50)                 | 3              |
| Испания (PROMUSICAE)                | 31             |
| Швеция (Sverigetopplistan)          | 2              |
| Швейцария (Schweizer Hitparade)     | 1              |
| Великобритания (OCC UK Singles)     | 5              |
| США (Billboard Hot 100)             | 44             |
| США (Billboard Adult Pop Airplay)   | 29             |
| США (Billboard Pop Airplay)         | 32             |

| Чарт (2017)                          | Позиция |
| ------------------------------------ | ------- |
| Australia (ARIA)                     | 67      |
| Austria (Ö3 Austria Top 40)          | 29      |
| Belgium (Ultratop Flanders)          | 72      |
| Belgium (Ultratop Wallonia)          | 90      |
| Canada (Canadian Hot 100)            | 94      |
| CIS (Tophit)                         | 85      |
| Germany (Official German Charts)     | 24      |
| Hungary (Single Top 40)              | 31      |
| Hungary (Stream Top 40)              | 23      |
| Italy (FIMI)                         | 85      |
| Netherlands (Single Top 100)         | 68      |
| Poland (ZPAV)                        | 17      |
| Romania (Airplay 100)                | 68      |
| Russia (Tophit)                      | 85      |
| Sweden (Sverigetopplistan)           | 33      |
| Switzerland (Schweizer Hitparade)    | 42      |
| UK Singles (Official Charts Company) | 78      |

| Чарт (2018)                       | Позиция |
| --------------------------------- | ------- |
| Belgium (Ultratop Flanders)       | 78      |
| Belgium (Ultratop Wallonia)       | 67      |
| Canada (Canadian Hot 100)         | 94      |
| CIS (Tophit)                      | 11      |
| Germany (Official German Charts)  | 91      |
| Latvia (Latvijas Top 40)          | 1       |
| Netherlands (Dutch Top 40)        | 76      |
| Romania (Airplay 100)             | 42      |
| Russia (Tophit)                   | 16      |
| Slovenia (SloTop50)               | 20      |
| Sweden (Sverigetopplistan)        | 60      |
| Switzerland (Schweizer Hitparade) | 43      |

### Сертификации и продажи
| Регион | Сертификация          | Продажи    |
| --- | --------------------- | ---------- |
| Австралия (ARIA) | 4× Платиновый         | 280 000    |
| Австрия (IFPI Austria) | Платиновый            | 30 000     |
| Бельгия (BEA) | Платиновый            | 20 000     |
| Бразилия (ABPD) | 2× Бриллиантовый      | 500 000    |
| Канада (Music Canada) | 4× Платиновый         | 320 000    |
| Дания (IFPI Danmark) | Платиновый            | 90 000     |
| Франция (SNEP) | Бриллиантовый         | 233 333    |
| Германия (BVMI) | Платиновый            | 400 000    |
| Италия (FIMI) | 3× Платиновый         | 150 000    |
| Мексика (AMPROFON) | 4× Платиновый+Золотой | 270 000    |
| Новая Зеландия (RMNZ) | Платиновый            | 30 000     |
| Польша (ZPAV) | Бриллиантовый         | 100 000    |
| Португалия (AFP) | Платиновый            | 10 000     |
| Испания (PROMUSICAE) | Платиновый            | 40 000     |
| Швейцария (IFPI Switzerland) | 3× Платиновый         | 60 000     |
| Великобритания (BPI) | 2× Платиновый         | 1 200 000  |
| США (RIAA) | 2× Платиновый         | 2 000 000  |
| Стриминг |                       |            |
| Швеция (GLF) | 5× Платиновый         | 40 000 000 |
| Данные о продажах + прослушиваниях приведены только на основе сертификации. · Данные только о прослушиваниях приведены на основе сертификации. |                       |            |

## История выхода
| Регион         | Дата             | Формат                 | Лейбл | Прим.   |
| -------------- | ---------------- | ---------------------- | ----- | ------- |
| Разные         | 7 сентября 2017  | Digital download       | RCA   | [ 2 ]   |
| Великобритания | 9 сентября 2017  | Contemporary hit radio | RCA   | [ 109 ] |
| США            | 19 сентября 2017 | Contemporary hit radio | RCA   | [ 110 ] |
| Италия         | 6 октябрь 2017   | Contemporary hit radio | Sony  | [ 111 ] |